# Geranomyia meracula
Geranomyia meracula är en tvåvingeart som först beskrevs av Alexander 1936.  Geranomyia meracula ingår i släktet Geranomyia och familjen småharkrankar. Inga underarter finns listade i Catalogue of Life.